# Achmed Alibekov
Achmed Arslanalijovyč Alibekov (in ucraino Ахмед Арсланалійович Алібеков?; Zaporižžja, 29 maggio 1998) è un calciatore ucraino, centrocampista del Metalurh Zaporižžja.

## Carriera
Prodotto del settore giovanile del Metalurh Zaporižžja, nel 2017 viene acquistato dalla Dinamo Kiev; debutta fra i professionisti il 25 agosto in occasione dell'incontro di Kubok Ukraïny vinto ai rigori contro l'Oleksandrija.

## Statistiche

### Presenze e reti nei club
Statistiche aggiornate al 29 novembre 2021.
| Stagione        | Squadra         | Campionato      | Campionato | Campionato | Coppe nazionali | Coppe nazionali | Coppe nazionali | Coppe continentali | Coppe continentali | Coppe continentali | Altre coppe | Altre coppe | Altre coppe | Totale | Totale |
| Stagione        | Squadra         | Comp            | Pres       | Reti       | Comp            | Pres            | Reti            | Comp               | Pres               | Reti               | Comp        | Pres        | Reti        | Pres   | Reti   |
| --------------- | --------------- | --------------- | ---------- | ---------- | --------------- | --------------- | --------------- | ------------------ | ------------------ | ------------------ | ----------- | ----------- | ----------- | ------ | ------ |
| 2017-2018       | Dinamo Kiev     | PL              | 2          | 0          | CU              | 2               | 0               | UEL                | 0                  | 0                  |             | -           | -           | 4      | 0      |
| 2018-2019       | Dinamo Kiev     | PL              | 4          | 0          | CU              | 0               | 0               | UEL                | 0                  | 0                  | SU          | 0           | 0           | 4      | 0      |
| 2019-2020       | Slovan Liberec  | 1L              | 14         | 0          | CRC             | 3               | 1               |                    | -                  | -                  |             | -           | -           | 17     | 1      |
| 2020-2021       | Ufa             | PL              | 2          | 0          | CR              | 1               | 0               |                    | -                  | -                  |             | -           | -           | 3      | 0      |
| 2021-2022       | Zorja           | PL              | 3          | 1          | CU              | 1               | 0               | UECL               | 0                  | 0                  |             | -           | -           | 4      | 1      |
| Totale carriera | Totale carriera | Totale carriera | 25         | 1          |                 | 7               | 1               |                    | 0                  | 0                  |             | 0           | 0           | 32     | 2      |

## Palmarès

### Club

#### Competizioni nazionali
- Supercoppa d'Ucraina: 1

Dinamo Kiev: 2018